# Browneopsis macrofoliolata
Browneopsis macrofoliolata är en ärtväxtart som beskrevs av Klitg. Browneopsis macrofoliolata ingår i släktet Browneopsis och familjen ärtväxter. Inga underarter finns listade i Catalogue of Life.